# Anna Jøsendal
Anna Jøsendal (13 januari 1999) is een voetbalspeelster uit Noorwegen. Ze speelt als aanvaller voor Hammarby IF in de Damallsvenskan.
Anna Josendal begon haar carrière voor Odda FK in de zesde divisie van Noorwegen. In juli 2017 vertrok ze naar Avaldsnes IL. Ze maakte haar debuut voor de club en in de Toppserien in de thuiswedstrijd tegen. Datzelfde seizoen won ze ook de Noorse beker met Avaldsnes IL tegen Valerenga IF. In oktober 2018 tekende Jøsendal haat eerste profcontract voor Avaldsnes IL. In zowel 2019 als 2020 kampte Jøsendal met blessureleed waardoor ze maar weinig tot spelen toe kon komen. Desondamks verlengde ze in de zomer van 2020 haar contract tot medio 2021.
In augustus 2021, nadat Jøsendal's contract was afgelopen bij Avadalsnes IL, maakte Rosenborg BK Kvinner bekend Jøsendal te hebben gecontracteerd tot januari 2022.
Op 30 december 2023 tekende Jøsendal een contract bij Hammarby IF, de regerend landskampioen van de Damallsvenskan.

## Statistieken[7]
| Seizoen    | Club                 | Land      | Competitie     | Wedstrijden | Doelpunten |
| ---------- | -------------------- | --------- | -------------- | ----------- | ---------- |
| 2017-2021  | Avaldsnes IL         | Noorwegen | Toppserien     | 59          | 12         |
| 2021-2023  | Rosenborg BK Kvinner | Noorwegen | Toppserien     | 47          | 14         |
| 2023-heden | Hammarby IF          | Zweden    | Damallsvenskan | 0           | 0          |
| Totaal     | Totaal               | Totaal    | Totaal         | 116         | 26         |

Laatste update: 31 dec 2023

## Internationaal
Anna Jøsendal is als jeugdinternational uitgekomen voor het onder 15, onder 16, onder 17, onder 19, en onder 23 van Noorwegen. Ze maakte in 2019 deel uit van de selectie van Noorwegen voor het EK onder 19 in Schotland. In augustus 2021 werd Jøsendal voor het eerst opgeroepen voor het seniorenteam van Noorwegen. In juni 2022 maakte Jøsendal onderdeel uit van de selectie voor het EK 2022. Voorafgaande aan dat eindtoernooi maakte Jøsendal haat debuut voor Noorwegen in een vriendschappelijke wedstrijd tegen Nieuw-Zeeland dat met 2-0 werd gewonnen in het Ullevaal Stadion in Oslo. Op het EK 2022 kwam Jøsendal één wedstrijd in actie. Dit was in het eerste groepsduel tegen Noord-Ierland dat met 4-1 werd gewonnen. Noorwegen werd uitgeschakeld na een 1-0 nederlaag in het derde groepsduel tegen Oostenrijk.
Op 19 juni 2022 nam bondscoach Hege Riise Jøsendal op in de selectie voor het WK 2023. Jøsendal kwam alleen in actie tijdens het met 6-0 gewonnen duel tegen Filipijnen. Noorwegen werd op dit eindtoernooi uitgeschakeld in de achtste finales door een 3-1 nederlaag tegen Japan.